# El Progreso (periódico)
El Progreso es un periódico de España cuyo ámbito principal es la provincia de Lugo.
Pertenece a la empresa El Progreso de Lugo, radicada en la ciudad de Lugo. El diario cubre información generalista, haciendo especial hincapié en lo que ocurre en la provincia de Lugo. Fue fundado en 1908 por Purificación de Cora y Más Villafuerte, permaneciendo siempre en manos de sus herederos.

## Directores
A lo largo de su historia, tuvo los siguientes directores:
- José Gayoso Castro, 1908-1909 y 1911-1914.
- Fernando Pardo Suárez, 1909-1911.
- Antonio de Cora Sabater, 1914-1940
- Purificación de Cora Sabater, 1940-1969.
- José Trapero Pardo, 1969-1972.
- Pedro de Llano López, Bocelo, 1972-1980.
- José de Cora Paradela, 1980-1994.
- Fernando Salgado García, 1994-2000.
- Luis Rodríguez García, 2000-2019
- Alfonso Álvarez Riveiro, 2019-...